# 50e régiment d'infanterie (France)
Pour les articles homonymes, voir 50e régiment.

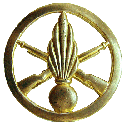
insigne de béret d'infanterie

Le 50e régiment d'infanterie (50e RI) est un régiment d'infanterie de l'Armée de terre française créé sous la Révolution à partir du régiment de Hainaut, un régiment français d'Ancien Régime. Il est conservé à l'ordre de bataille jusqu'en 1929, puis est recréé brièvement pendant la Seconde Guerre mondiale.

## Création et différentes dénominations
- 1762 : Prend le nom de régiment de Hainaut.
- 1er janvier 1791 : Tous les régiments prennent un nom composé du nom de leur arme avec un numéro d'ordre donné selon leur ancienneté. Le régiment de Hainaut devient le 50e régiment d'infanterie de ligne ci-devant Hainaut.
- 1793 : Amalgamé il prend le nom de 50e demi-brigade de première formation
- 1796 : Création de la 50e demi-brigade de deuxième formation
- 1803 : Renommé 50e régiment d'infanterie de ligne
- 16 juillet 1815 : comme l'ensemble de l'armée napoléonienne, il est licencié à la Seconde Restauration
- 11 août 1815 : création de la légion de Lot-et-Garonne
- 1820 : La légion de Lot-et-Garonne est amalgamée et renommée 50e régiment d'infanterie de ligne.
- 1882 : Renommé 50e régiment d'infanterie
- 1914 : À la mobilisation, il donne naissance au 250e régiment d'infanterie
- 1929 : dissous
- 1939 : recréé à la mobilisation
- 1940 : dissous
- 1945 : brièvement recréé (janvier à novembre)

## Chefs de corps
- 21 octobre 1791 : Marie Alexis François Régis Regnaud
- 19 décembre 1791 : Claude de Saint-Simon
- 1792 : Jean Ignace de Bordenave
- 1794 : chef de brigade François Basile Azemar
- 1796 : colonel Hugues
- 1804 : colonel Thomas Mignot de Lamartinière
- 1807 : colonel Fiacre Joseph Frapart[1]
- 1811 : chevalier Prévot Saint-Cyr
- 1815 : colonel Lavigne
- 1816 : baron de Chalancey
- 1820 : baron de Véran
- 1823 : chevalier Olivet
- 1828 : colonel Ange Urbain Jean de Maussion (1795-1840)
- 1830 : colonel Favereau
- 1839 : colonel Maillart
- 1847 : colonel Boyer
- 1848 : colonel Lecomte
- 1851 : colonel Travers
- 1854 : Adolphe-Ernest Raguet de Brancion
- 1855 : colonel Douay
- 1855 : baron Nicolas-Nicolas
- 1867: colonel Ardoin
- 1871 : prince de La Tour d'Auvergne-Lauraguais
- 1873 : colonel Sermesan
- 1883 : colonel Strohl
- 1888 : colonel Emonet
- 1894 : colonel Belle
- 1902 - 1905 : Jean-François Alphonse Lecomte
- 1914 : lieutenant-colonel Valette
- 1914 : lieutenant-colonel Payerne
- 1915 : lieutenant-colonel Larrieu
- 1919 : lieutenant-colonel Arqué
- 1939 - 1939 : lieutenant-colonel Armand
- 1939 - 1940 : lieutenant-colonel Roger le Clerc

(*) Officier qui devint par la suite général de brigade.
(**) Officier qui devint par la suite général de division.

## Historique des garnisons, campagnes et batailles

### 50erégiment d'infanterie de ligneci-devant Hainaut (1791-1793)
L'ordonnance du 1er janvier 1791 fait disparaître les diverses dénominations, et les corps d'infanterie ne sont désormais plus désignés que par le numéro du rang qu'ils occupaient entre eux. Ainsi, 101 régiments sont renommés. Les régiments sont toutefois largement désignés avec le terme ci-devant, comme 50e régiment d'infanterie ci-devant Hainaut.

Chaque régiment n'eut plus qu'un drapeau aux couleurs rouge, blanc et bleu, ayant d'un côté cette inscription : Obéissance à la Loi et de l'autre le numéro du régiment et les noms des actions éclatantes où il s'était trouvé.

#### Révolution française
Le régiment est présent à l'affaire de Nancy en 1790.
La rapidité des événements qui eurent pour résultat la prise de la Bastille, ne lui permit pas d'arriver au camp de Saint-Denis ou il avait été appelé. Le baron de Charles Gustave Falkenheim, qui commandait ce camp, lui envoya l'ordre de s'arrêter à Claye. Le régiment partit de là pour se rendre à Metz, puis à Thionville , où il arrivait le 10 novembre 1789. Il resta en garnison dans cette ville jusqu'au 26 mai 1791, puis il fut envoyé à Belfort, d'où il détacha un bataillon au Fort-Louis du Rhin.

#### Guerres de la Révolution

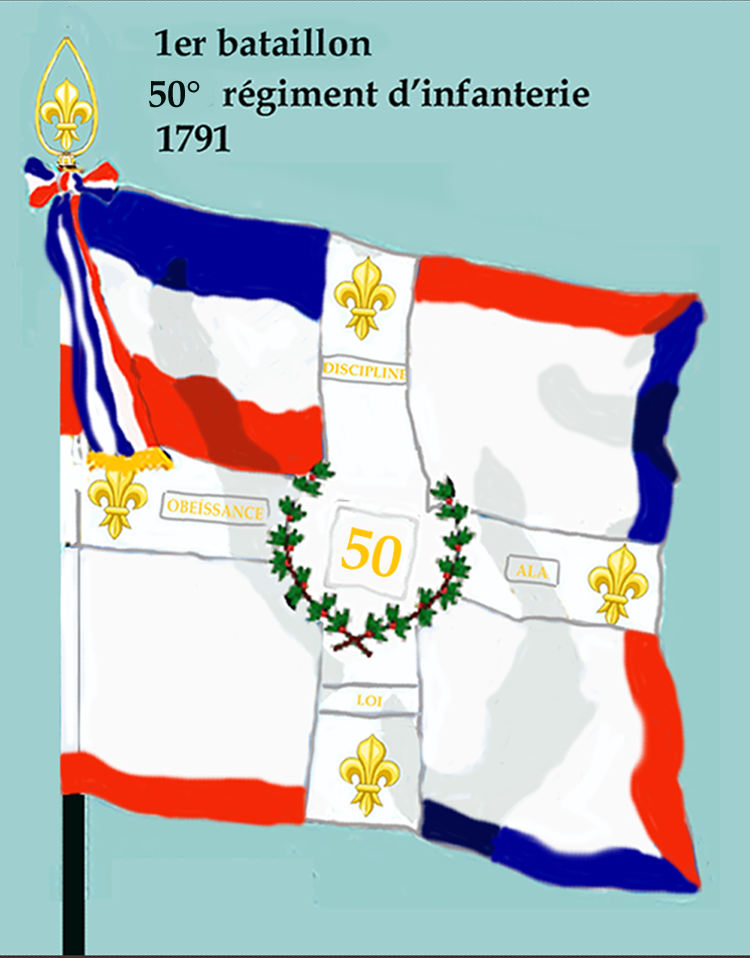
Drapeau du 1er bataillon du 50e régiment d'infanterie de ligne de 1791 à 1793
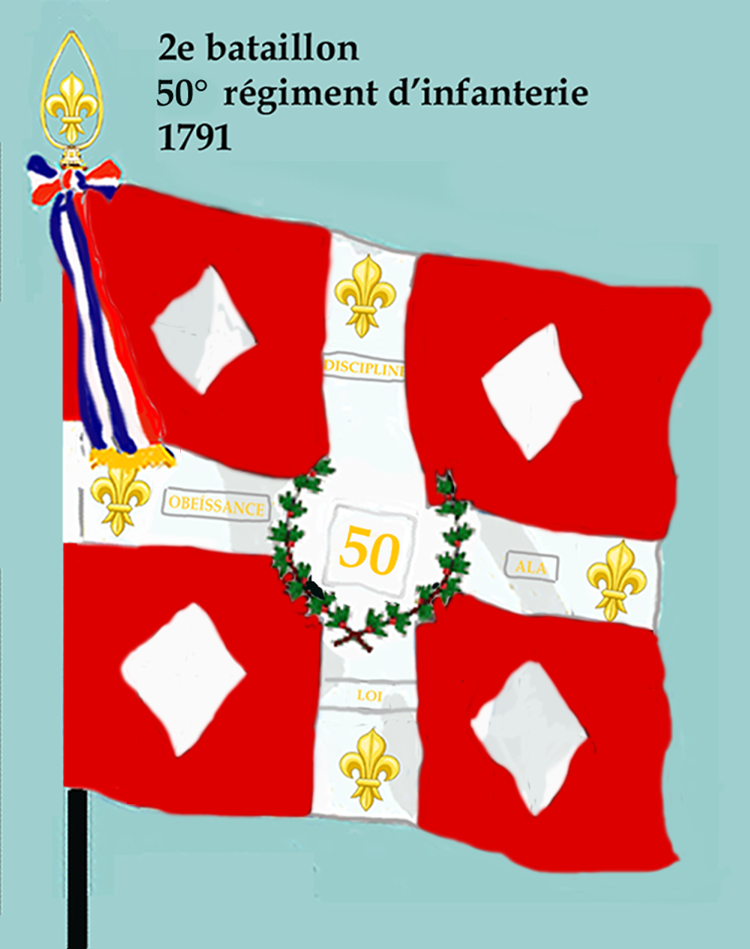
Drapeau du 2e bataillon du 50e régiment d'infanterie de ligne de 1791 à 1793

Le 1er bataillon de Hainaut contribua, sous les ordres du général Anselme, à la conquête du comté de Nice. II se distingua particulièrement, le 14 février 1793, à Sospel. 
Pendant ce temps, le 2e bataillon de Hainaut servait à la reprise de Toulon, qu'il avait été obligé d'évacuer.
Le 24 novembre 1793, lors de la réorganisation des corps d'infanterie français le 1er bataillon du 50e régiment d'infanterie (ci-devant Hainaut) est amalgamé avec le 4e bataillon de volontaires du Bas-Rhin et le 9e bataillon de volontaires des Bouches-du-Rhône également appelé 1er bataillon de volontaires du Luberon ou bataillon de volontaires d'Apt pour former la 99e demi-brigade de première formation.

Le 14 décembre 1793, lors de la réorganisation des corps d'infanterie français le 2e bataillon du 50e régiment d'infanterie (ci-devant Hainaut) est amalgamé avec le 7e bataillon de volontaires des Bouches-du-Rhône et le bataillon de volontaires de Tarascon pour former la 100e demi-brigade de première formation.

### 50edemi-brigade de première formation(1793-1796)
En 1793, lors du premier amalgame la 50e demi-brigade de première formation est formée  avec les :
- 2e bataillon du 25e régiment d'infanterie (ci-devant Poitou)
- 3e bataillon de volontaires de l'Oise
- 6e bataillon de volontaires de la Seine-Inférieure

#### Guerres de la Révolution
En 1795 et 1796, la « 50e demi-brigade de première formation » est affectée à l'armée des côtes de Brest.

### 50edemi-brigade de deuxième formation(1796-1803)

#### Guerres de la Révolution
La 50e demi-brigade de deuxième formation est formée le 24 germinal an IV (13 avril 1796) par l'amalgame des :
- 25e demi-brigade de première formation (1er bataillon du 13e régiment d'infanterie (ci-devant Bourbonnais), 4e bataillon de volontaires du Doubs et 4e bataillon de volontaires du Jura)
- 194e demi-brigade de première formation (2e bataillon du 109e régiment d'infanterie (ci-devant La Martinique et ci-devant La Guadeloupe), 4e bataillon de volontaires du Bas-Rhin et 12e bataillon de volontaires du Doubs)
- 2e bataillon de la 204e demi-brigade de première formation (* 8e bataillon de volontaires du Doubs, 8e bataillon de volontaires du Nord et 4e bataillon de volontaires de l'Oise)

Après cet embrigadement, la 50e demi-brigade de deuxième formation affectée l'armée de Rhin-et-Moselle, participe à la bataille de Biberach.
De 1798 à 1800, l'unité fait partie des armées du Danube et du Rhin. En 1799, elle participe aux batailles de Zurich, de Bataille de Stockach et d'Albebrück (Alte Brücke) (de), en 1800 à celles d'Engen, de Moesskirch et de Kirchberg.

### 50erégiment d'infanterie de ligne(1803-1815)

#### Guerres de l'Empire
Par décret du  1er vendémiaire an XII (24 septembre 1803), le Premier Consul prescrit une nouvelle réorganisation de l'armée française. Il est essentiel de faire remarquer, pour faire comprendre comment, souvent le même régiment avait en même temps des bataillons en Allemagne, en Espagne et en Portugal, ou dans d'autres pays de l'Europe, que, depuis 1808, quelques régiments comptaient jusqu'à 6 bataillons disséminés, par un ou par deux, dans des garnisons lointaines et dans les diverses armées mises sur pied depuis cette date jusqu'en 1815.

Ainsi, le 50e régiment d'infanterie de ligne est formé à 3 bataillons avec la 1er, 2e et 3e bataillons de la 50e demi-brigade de deuxième formation.
En 1805, le « 50e régiment d'infanterie de ligne » fait partie du 6e corps de la Grande Armée.
En 1805, il participe à la campagne d'Allemagne et se trouve engagé aux batailles d'Elchingen, d'Ulm, et de de Scharnitz dans le Tyrol.
En 1806, dans le cadre de la campagne de Prusse il s'illustre à la Bataille d'Iéna, et participe à la prise d'Erfurt (en) et au siège de Magdebourg.
En 1807, durant la campagne de Pologne, il se trouve aux batailles d'Eylau et de Friedland.
En 1808, le régiment est envoyé aux armées d'Espagne et de Portugal et participe à la guerre d'indépendance espagnole.
En 1809, il se trouve à la bataille de Baños (es).
En 1810, il participe à la prise de Ciudad Rodrigo.
En 1811, il est engagé à la bataille de Redinha au Portugal.
En 1812, le régiment est toujours dans la péninsule Ibérique et il rejoint le 3e corps de la Grande Armée l'année suivante.
En janvier 1813, le 3e bataillon du « 50e régiment d'infanterie de ligne » sert de base à la création du 151e régiment d'infanterie de ligne. Il est ensuite engagé dans la campagne d'Allemagne, il se trouve aux batailles de Leipzig, de Lutzen, de Bautzen, de Dresde, et de Hanau.
En 1814, durant la campagne de France les différents bataillons du régiments participent aux batailles d'Orthez (27 février) de Toulouse, de Champaubert, de Montmirail et de Vauchamps (14 février 1814)
Après l'exil de Napoléon Ier à l'île d'Elbe, l'ordonnance royale du 12 mai 1814 qui réorganise les corps de l'armée française, le 50e régiment d'infanterie prend le (no).

À son retour de l'île d'Elbe, le 1er mars 1815, Napoléon Ier prend, le 20 avril 1815, un décret qui rend aux anciens régiments d'infanterie de ligne les numéros qu'ils avaient perdus. 
Ainsi le 50e régiment d'infanterie se trouve à la bataille de Ligny
Après la seconde abdication de l'Empereur, Louis XVIII réorganise de l'armée de manière à rompre avec l'héritage politico-militaire du Premier Empire.
A cet effet une ordonnance du 16 juillet 1815 licencie l'ensemble des unités militaires françaises.

### Légion du Gard (1815-1820)
Par ordonnance du 11 août 1815, Louis XVIII crée les légions départementales. La Légion de Lot-et-Garonne, qui deviendra le 50e régiment d'infanterie de ligne en 1820, est créée.

### 50erégiment d'infanterie de ligne(1820-1882)
En 1820 une ordonnance royale de Louis XVIII réorganise les corps de l'armée française en transformant les légions départementales régiments d'infanterie de ligne. Ainsi, le 50e régiment d'infanterie de ligne est formé avec les bataillons de la légion de Lot-et-Garonne et de la 2e de Seine-Inférieure.

#### De 1820 à 1852
En 1830, il prend part aux combats de la révolution de Juillet, contre les insurgés.
Une ordonnance du 18 septembre crée le 4e bataillon et porte le régiment, complet, à trois mille hommes. 
En 1832, le régiment est engagé dans la guerre belgo-néerlandaise et participe au siège d'Anvers.

#### Deuxième République
En 1849, il fait partie du corps expéditionnaire de la Méditerranée envoyé pour défendre le pape et les États pontificaux et participe au siège de Rome.
Revenu en France, un bataillon est en garnison à Draguignan.
Le10 décembre 1851, le régiment est engagé à Aups, pour réprimer la résistance au coup d'État du 2 décembre 1851 (1 mort pour le régiment, 50 chez les insurgés).
En 1852, il est envoyé en Algérie, et participe à la prise de Laghouat.

#### Second Empire

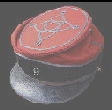
Képi d'infanterie de ligne.

En 1854 et 1855, le régiment est envoyé en Crimée et il se trouve, lors du siège de Sébastopol, aux batailles de l'Alma, d'Inkerman, du Mamelon-Vert, de Traktir et de Malakoff. Le colonel de Brancion, commandant du régiment, est tué le 7 juin 1855 durant la bataille du Mamelon-Vert.
Par décret du 2 mai 1859 le 50e régiment d'infanterie fourni 1 compagnie pour former le 101e régiment d'infanterie de ligne.

#### Guerre franco-prussienne de 1870
Au 1er août 1870, le 50e régiment d'infanterie de ligne fait partie de l'armée du Rhin. Avec le 16e bataillon de chasseurs du commandant d'Hugues et le 74e régiment d'infanterie du colonel Theuvez, le 50e forme la 1re brigade du général Pelletier de Montmarie. Cette 1re brigade, avec la 2e brigade du général Pellé, deux batteries de 4 et une de mitrailleuses ainsi qu'une compagnie du génie constituent la 2e division d'infanterie du général Douay. Cette division d'infanterie évolue au sein du 1er corps d'armée dont le commandant est le maréchal de Mac Mahon, duc de Magenta.
- 20 juillet : départ du dépôt de Langres pour Belfort
- 26 juillet : la 1re division est envoyée sur la frontière de la Lauter, près de Frœschwiller
- 3 août : la 1re division stationne à Reichshoffen
- 4 août : bataille de Wissembourg. Le 50e perd 900 hommes dont 16 officiers tués ou blessés.
- 6 août : bataille de Frœschwiller-Wœrth
- 8 au 17 août : retraite du 1er corps d'armée et arrivée au camp de Châlons

Le 18 août 1870, le 50e régiment d'infanterie de ligne fait maintenant partie de l'armée de Châlons au sein de la 2e division d'infanterie du général Pellé. Les deux brigades de la division évoluent au sein du 1er corps d'armée du général Ducrot,.
Il combat à Wissembourg, et à Froeschwiller.
Le 1er corps d'armée étant parvenu à rejoindre Châlons, le 50e régiment d'infanterie se trouve alors affecté à l'armée de Châlons. 
Du 23 au 30 août il marche vers l'est puis retraite sur Sedan.
Les 1er et 2 septembre il se trouve au désastre de Sedan. L'armée est défaite et captive, et l'empereur Napoléon III est prisonnier.

Détenus sur la presqu'île d'Iges du 3 au 12 septembre, les soldats du 50e de ligne  seront finalement internés en Prusse à Stettin jusqu'en juin 1871. Dès lors, le régiment ne combattra plus en tant qu'unité constituée.
Le 2 septembre 1870, depuis Langres, une colonne de 1 500 hommes environ, formée de mobiles de la Haute-Marne et des Vosges ainsi de deux compagnies du 50e de ligne, est dirigée par chemin de fer sur Neufchâteau et de là à pied sur Vaucouleurs, où elle surprend le détachement d'étapes et capture 40 hommes dont trois officiers. L'un des prisonniers est le directeur de la police de Berlin appelé par le chancelier Bismarck au grand quartier général.
En Décembre 1870 le bataillon de dépôt du 50e de ligne commandé par le chef de bataillon Koch  se trouve à Langres.

Le 16 décembre 1870 200 hommes du 50e de ligne sont engagés au combat de Longeau.

Le 28 janvier 1871, deux compagnies aux ordres des capitaines Paris et Masse participent au combat de Prauthoy.

#### De 1871 à 1914
Le 5 mai 1871, le 50e régiment est envoyé en Algérie et débarque à Alger et participe à la répression de la révolte des Beni-Ménasser,. Le régiment retourne en France en 1874.
De 1880 à 1886 le régiment retourne en Algérie. Durant cette période, le 3e bataillon fait partie d'une colonne mobile dans le sud algérien.
En 1895 et 1896, un détachement de 16 hommes participe à l'expédition de Madagascar

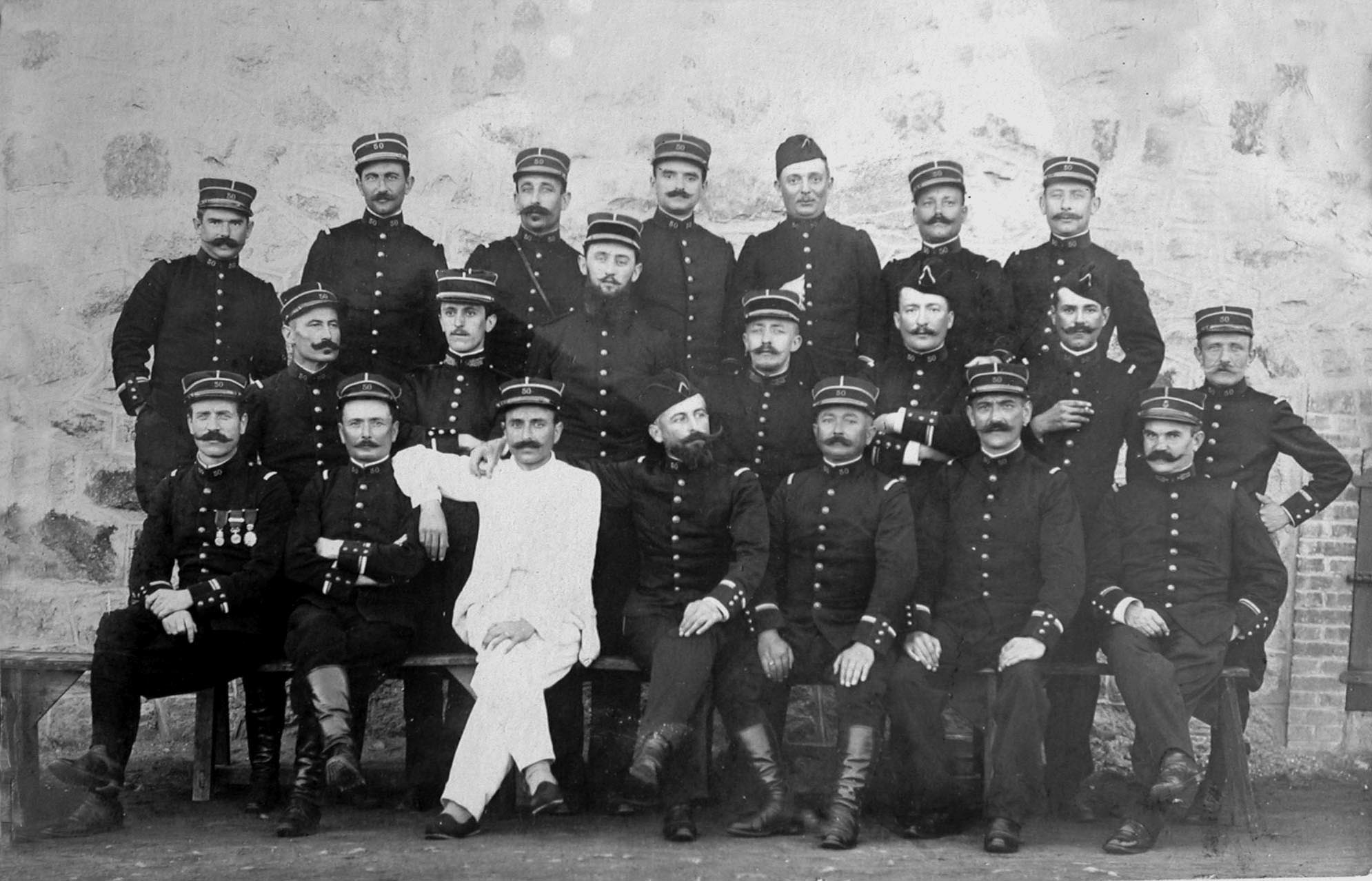
Officiers du 50e RI en 1908

### 50erégiment d'infanterie

#### Première Guerre mondiale
Affecté à la 47e brigade, 24e division d'infanterie du 12e corps d'armée, d'août 1914 à novembre 1918

##### 1914
À la déclaration de guerre, le 50e RI est caserné à Périgueux et est commandé par le colonel Valette. Il fait partie de la 47e brigade de la 24e division d'infanterie subordonnée au 12e corps d'armée. Il s'articule alors en 3 bataillons comportant chacun 4 compagnies numérotées de 1 à 12 et comprend 3 sections de mitrailleuses. Le recensement des effectifs fait état de 3 391 hommes répartis en 55 officiers, 220 sous-officiers et 3 116 caporaux et soldats. En outre, l'unité comprend 179 chevaux et mulets.
- En Belgique : Bataille des Frontières : Saint-Médard, Florenville, Nevraumont (21-23 août) Matton (24/08).
- Retraite des 3e et 4e Armées : Blagny, Mont Tilleul, cote 253, Carignan (25-28 août).
- Combats de Yoncq (28/08) Oches, Verrières, Châtillon-sur-Bar, ferme Saint-Denis puis Vouziers, Sommepy, Aulnay.
- Bataille de la Marne (7 au 13 sept.) : Humbauville, ferme de la Galbodine, Togny, Coulmier, Maigneux.
- Aubérive (19-30/09), Auberge de l’Espérance.
- Champagne (oct.-fév.15) : Prosnes, bois le Patron puis Baconnes (mars).

##### 1915
- Champagne : Baconnes (mars).
- Opérations d'avril en Woëvre : Remenauville, Regniéville, Fey-en-Haye (avril)
- Artois : Thélus, Neuville-Saint-Vaast (de juil.-oct) puis déc.

##### 1916
- Artois (jusqu’en avril) : Neuville-Saint-Vaast.
- Bataille de Verdun : Marre, Charny (avril à juin).
- Aisne (juil.-sept.) : Oulches.
- Somme (fin 1916) : Barleux.

##### 1917
- Somme (fév.) : Barleux.
- Champagne : La Courtine, Maison de Champagne (mars).
- Champagne : Forestière (mars-avril), Tahure (mai-juin), Forestière (juil.-sept.).
- Front Italien : à partir de nov. jusqu’en déc.

##### 1918
- 1918 Italie : Sommacampagna, Malo (janv.)
- Asiago (mars, avril)
- Meltar, Prunno (juin à sept.)
- Offensive du Piave (31 octobre) : Bataille de Vittorio Veneto

#### Entre-deux-guerres
Le 50e RI est dissous le 28 avril 1929 à Périgueux.

#### Seconde Guerre mondiale

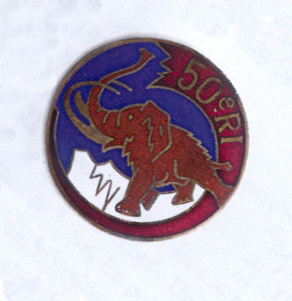
Insigne régimentaire du d'infanterie (1939).

Formé le 9 septembre 1939 sous les ordres du lieutenant-colonel Armand. Le 8 novembre 1939 sous les ordres du lieutenant-colonel Roger le Clerc qui fut fait prisonnier au Bosquel le 8 juin 1940. Il fut détenu en captivité aux OFLAG IID, IIB, VID, VIA et IVD. À la dissolution du camp mi-février 1945, il partit avec un détachement pour le cantonnement de Bendorf où il fut libéré par les troupes alliées et rapatrié en France le 24 mai 1945. Le 50e RI appartient à la 24e division d'infanterie (France), RI de réserve A type Nord-Est ; il est mis sur pied par le centre mobilisateur d'infanterie 95.
Le 1er janvier 1945, le régiment est recréé à partir d'éléments FFI de Dordogne. Au printemps 1945, l’unité est rattachée à l’armée commandée par le général de Larminat et chargée de la réduction des poches de résistance allemande sur la côte atlantique. Il est affecté à la reconquête de la pointe de la Coubre. Il est dissous le 13 novembre 1945.

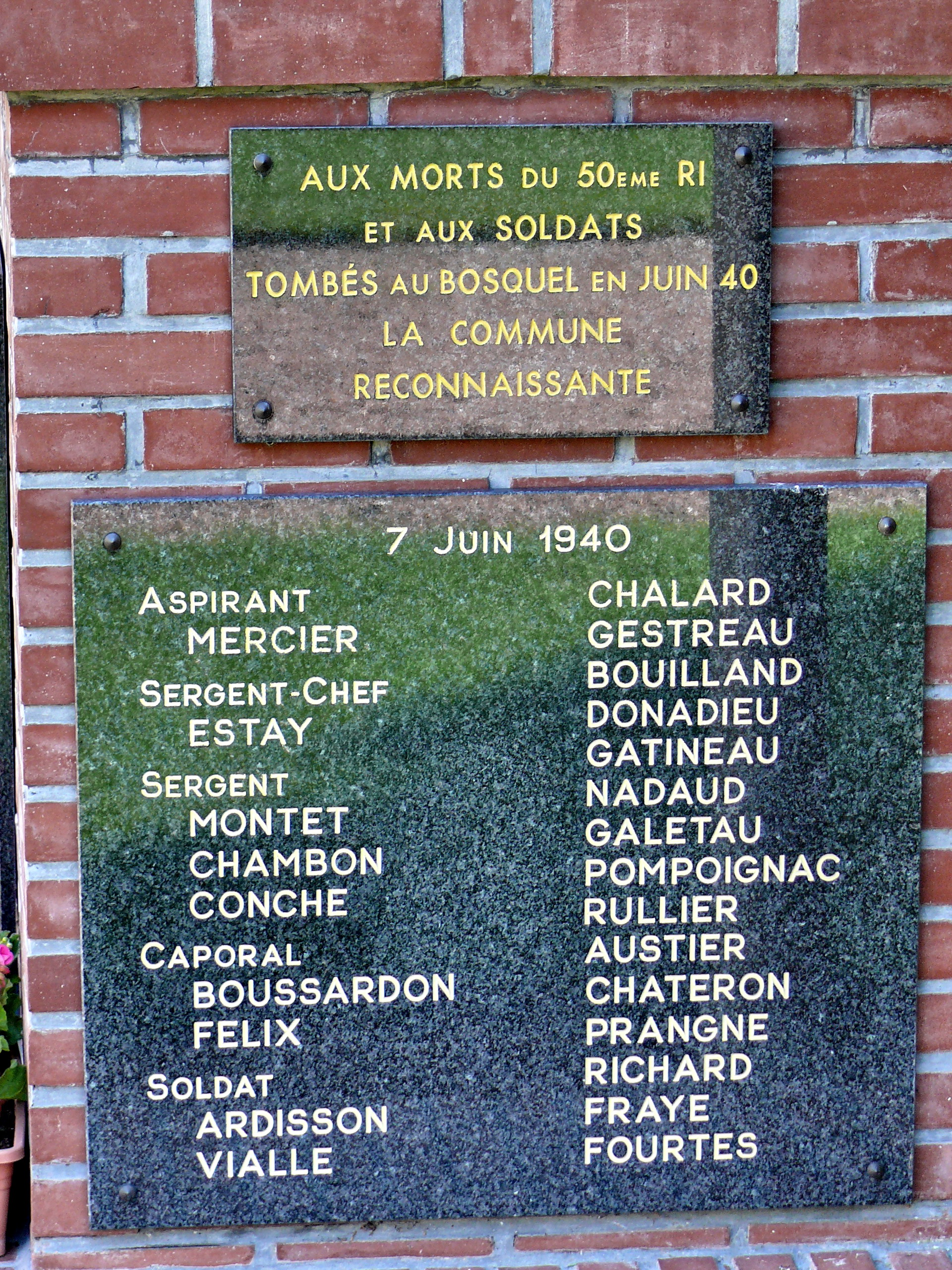
Plaque commémorative du monument aux morts du Bosquel (Somme), en souvenir des combats du 7 juin 1940.

## Traditions

### Devise
"J'attaque"

### Drapeau et décorations
Il porte, cousues en lettres d'or dans ses plis, les inscriptions suivantes :
- Zurich 1799
- Iéna 1806
- Lützen 1813
- Sébastopol 1854-1855
- La Marne 1914
- Champagne 1915
- Italie 1918

Sa cravate est décorée de la Croix de guerre 1914-1918 avec deux palmes. Il a le droit au port de la fourragère aux couleurs de la Croix de guerre 1914-1918.

## Personnalités ayant servi au sein du régiment
- Louis Jean Nicolas Abbé (1764-1834), général d'empire, entré en service le 14 avril 1784 au 50e de Ligne
- Camille Bedin (1893-1979), député de la Dordogne
- Léon Boutry (1880-1915), géographe, sergent au régiment lorsqu'il est tué entre Neuville-Saint-Vaast et Thélus le 25 septembre 1915. Son nom est inscrit au Panthéon parmi les 560 écrivains morts au combat pendant la Première Guerre mondiale.
- Jean-Pierre Brisset (1837-1919), écrivain français et saint du calendrier pataphysique, sous-lieutenant durant la guerre franco-prussienne de 1870
- François Claude Chapuis (1799-1859), alors sergent
- Thomas Jean Chassereaux (1763-1840), général d'empire, chef de bataillon attaché au 50e de Ligne le 6 vendémiaire an XII
- François Victor Dupuy de Saint-Florent (1773-1838), alors capitaine dans la 50e demi-brigade
- Alain de Fayolle (1891-1914), sous-lieutenant, tué à l'ennemi le 22 août 1914

## Sources et bibliographie
: document utilisé comme source pour la rédaction de cet article.
- Guy Penaud, Le grand livre de Périgueux, Périgueux, Éditions de la Lauze, mars 2003, 601 p. (ISBN 2-912032-50-4), p. 118-119
- Fiche de Napoleon Series, French Infantry Regiments Part V, consultée le 27 juin 2008
- Lieutenant-colonel Rousset, Histoire générale de la guerre franco allemande - 1870-1871, éditions Montgredien et Cie, 1900.
- Historique du 50e régiment de ligne de 1789 à 1815
- Historiques des corps de troupe de l'armée française (1569-1900)